# トロイ・ニール
トロイ・リー・ニール（Troy Lee Neel , 1965年9月14日 - ）は、アメリカ合衆国テキサス州ブラゾリア郡フリーポート出身の元プロ野球選手（内野手）。

## 経歴

### MLB時代
1986年のMLBドラフト9巡目でクリーブランド・インディアンスに指名され契約。
1991年にトレードでオークランド・アスレチックスに移籍した。
1992年にメジャー初昇格。この年、AAAタコマではパシフィックコーストリーグ首位打者を獲得したほか、投手として3試合に登板している。
1993年、1994年にはメジャーに定着し、2年連続で二桁本塁打を記録した。何試合かは4番打者を任され、マーク・マグワイアとクリーンナップを打ったり、1993年には4打席連続本塁打を放つなど活躍していた。

### オリックス時代
1995年2月1日に「アスレチックスの4番打者」という触れ込みでオリックス・ブルーウェーブに入団。背番号「16」、契約金、年俸それぞれ1億円という破格の待遇で入団。7月13日の千葉ロッテマリーンズ戦では成本年秀からサヨナラ本塁打を放つなど4番打者として活躍し、同年のオリックスのリーグ優勝に貢献した。ヤクルトスワローズとの日本シリーズでは、第5戦で一打逆転の場面に代打として打席に立ったが、全力疾走を怠って併殺打に倒れる。このプレーは周囲の怒りを買い、球団代表の井箟重慶からは、チームが1勝4敗で日本一を逃したことも相まって半ば八つ当たり的に「これは性格上の問題で、言っても直るものではない」と切り捨てられた。一時は電撃解雇も報じられたが、土壇場で撤回された。この年は1本差で本塁打王のタイトルを逃したものの、指名打者としてベストナインに選出された。
1996年は4月14日の西武ライオンズ戦で西口文也から、6月25日の日本ハムファイターズ戦で岩本勉から、9月8日のロッテ戦で河本育之からそれぞれサヨナラ本塁打を放った。1シーズン3本のサヨナラ本塁打はパ・リーグタイ記録である。この年は4月下旬から四番に座ると、7月6日の近鉄バファローズ戦（グリーンスタジアム神戸）では1試合3発、7打点の荒稼ぎ。さらに日本ハムとの優勝争いが佳境に入った8月24日から9月8日までの12試合で、50打数20安打の打率4割、8本塁打、30打点と無類の勝負強さを発揮する。後半戦から定着した「三番・右翼イチロー、四番・DHニール」の打線についても、「この打順はグレートだよ。イチローはリーグ一出塁率の高いバッターだし、俺としても今はすごくラクに打席に入れているからね」と述べている。同年は本塁打王と打点王の二冠に輝き、オリックスの2連覇に貢献した。日本シリーズでは17打数3安打で打率こそ.176だったものの、放った3安打がすべて2点タイムリーヒットで6打点をマークし、MVPに輝いた。野手の日本シリーズMVPで3安打・4塁打・打率.176・長打率.235という成績は、2018年の日本シリーズに甲斐拓也（福岡ソフトバンクホークス）が更新するまで史上最小値であった。この時のMVPインタビューの最後を締めた言葉は「がんばろう、神戸!」だった。シリーズ後の『週刊ベースボール』11月18日号には、ニールの"日本一&MVP獲得記念"独占インタビューが掲載。来日1年目の日替わり打線を組む仰木マジックについては若干苦言を呈しつつも、2年目は一番から五番までを固定して先発オーダーを固めたので気持ちよくプレーできたと連覇の要因を分析。仰木彬監督との関係を聞かれると、「意見が一致しないこともあったけど、ある日、頭に来て監督室に話をしに乗り込んで行ったんだ。そしたら監督はいつものあのスマイルで僕を迎えるもんだから、僕の怒りも監督な豪快な笑い声と一緒にどこかに吹き飛んでしまったよ（笑）」と、自身を"闘志あふれる男"と評価してくれる仰木に感謝を語っている。
1997年10月16日に解雇される。勝負強さに欠ける面と高年俸がネックとなった。仰木監督は「編成上、ぎりぎりまで悩んだ」とコメントしている。
1998年はメジャー枠に入れず、3Aバンクーバー・カナディアンズでプレーをしていた。しかし、古巣オリックスが開幕から2勝11敗、チーム打率が12球団最低の.217と大きく出遅れたこともあって、シーズン途中の4月25日にオリックスと契約合意、ビザの関係で5月8日からチームに合流した。背番号は「99」。7月5日の対近鉄13回戦ではチーム通算（阪急時代を含む）6000号を放ち、8月9日の対福岡ダイエーホークス21回戦では1イニング2本塁打を放ち（プロ野球史上16度目）、前日の同カードでも2打席連続本塁打を放つなど（2試合連続2打席連続本塁打は1980年8月6日、8月7日の山崎裕之以来18年ぶり）再び主砲として活躍した。また、5月15日の対ダイエー6回戦で4番・指名打者としてスタメン出場が決まっていた試合で、試合直前からひどい腹痛に見舞われたが、メンバー交換後なのでルール上では指名打者は必ず一度は打席に立たねばならず、このまま打撃放棄をすれば没収試合の可能性もあったため、ニールは仕方なく体調不良のまま出場。初回の攻撃で下痢を我慢しながら打席に立ち、先発・吉武真太郎の球を適当に振ったら大当たりして本塁打になった。まったく喜ばずにニールは全速力で塁を回り、ハイタッチもせずにベンチ裏へ下がってトイレへ直行したため、チームメートに爆笑された。次の打席で代打藤本博史が送られ、ニールは結局この1打席で交代した。
1999年・2000年は結果を残せず、2000年9月11日に退団が発表された。

### オリックス退団後
2001年は韓国プロ野球（KBO）の斗山ベアーズでプレーしたが、17試合で打率.193、1本塁打、3打点と低迷。さらに後述のトラブルもあり、シーズン途中の5月に解雇された。
2011年5月現在、クリケットバヌアツ代表チームの守備コーチを務めている。

## トラブル
気性が激しくオリックス在籍時は審判の判定に激昂したり、乱闘騒ぎを起こすことが多かった。
- 1995年6月9日の福岡ダイエーホークス戦で勝呂壽統のスクイズで3塁ランナーだったニールがホームインする際に捕手の吉永幸一郎にタックルし、吉永が激昂、ニールも応戦する乱闘騒ぎを起こした。
- 1996年5月19日にはストライク、ボールの判定を巡って栄村隆康球審に暴言を吐き退場処分。
- 1996年6月19日の対近鉄バファローズ戦では自身が空振り三振を喫した際に、近鉄捕手の的山哲也がボールをこぼし、拾ってニールにタッチしたところ的山に激怒し、暴行を働いて退場処分。
- 1998年7月3日の対近鉄戦で真木将樹からの死球に激昂し、真木に威嚇行為をしたとして退場処分。

また野球以外でも以下のトラブルを起こしている。
- 2001年5月にソウル・梨泰院で、解雇された同僚の外国人選手の送別会で一般市民と口論の末暴行を働き身柄を拘束される事件を起こし、自身も解雇された。その後はバヌアツのエラコア島をレンタル契約で購入し、リゾート開発を行った。
- 2005年、テキサス州サンアントニオの大陪審に、元妻との子供の養育費の支払いを逃れるために国外逃亡した容疑で起訴される。米国とバヌアツは犯罪人引渡し条約を結んでいないためニールはリゾート開発を続けたが、2008年にパスポートの期限が切れ、同年11月にロサンゼルス国際空港にて逮捕された[9]。2009年7月、サンアントニオの連邦地方裁判所はニールに5年間の執行猶予処分を言い渡し、77万9千ドルを支払うよう命じた。2010年4月、11万6千ドルを元妻に支払うことで和解。

## 人物
未成年の頃はバスケットボールに専念していたが、20歳から野球を始め頭角を現したという異例の選手でもある。上記のような事件を起こした部分はあるものの、長距離砲の少なかったオリックスにとっては貴重な存在だった。三振は多いがチャンスに強く、また非常に熱心に取り組んでいたため、オリックスの首脳陣やチームメートからの信頼も厚かった。ヘッドコーチだった中西太は「私がティーバッティングで毎日ボールを放って『逆らわずに打て』とやってたら、第二のブライアントとまではいかんけど、中心打者として甘い球はホームランにするくらいの形は出来た」と振り返っている。また、試合出場に関しても意欲的であり、「『今日は休め』と言っても『いや、俺、出る』って必ず言うんだよ。伊良部が放る試合なんかだと『あのフォークにやられたら感覚がおかしくなって、1週間は調子が悪くなるから休んどきゃええやないか。今日はゲリラ戦法の本西あたりが出ていって伊良部を投げにくくさせておいて、2対1で勝てればっていうゲームをやるんだ。お前まで出てってバッティング狂わせたら、ウチは明日からまた損するやないか』と説得したら納得してくれた」という。退団時には中西や仰木彬への深い感謝を述べている。
ブライアントと同じく、いわゆる「仰木マジック」によって才能が開花した外国人選手であり、D・Jと共にオリックスのリーグ2連覇に貢献した外国人選手として現在でもオリックスファンからの人気は高い。「仰木マジック」の好例として語られることも多い。
親日家でもあり、1999年、ホームグラウンドのグリーンスタジアム神戸で結婚式を挙げて話題になった。

## 詳細情報

### 年度別打撃成績
| 年 度    | 球 団      | 試 合 | 打 席 | 打 数 | 得 点 | 安 打 | 二 塁 打 | 三 塁 打 | 本 塁 打 | 塁 打 | 打 点 | 盗 塁 | 盗 塁 死 | 犠 打 | 犠 飛 | 四 球 | 敬 遠 | 死 球 | 三 振 | 併 殺 打 | 打 率 | 出 塁 率 | 長 打 率 | O P S |
| -------- | ---------- | ----- | ----- | ----- | ----- | ----- | -------- | -------- | -------- | ----- | ----- | ----- | -------- | ----- | ----- | ----- | ----- | ----- | ----- | -------- | ----- | -------- | -------- | ----- |
| 1992     | OAK        | 24    | 59    | 53    | 8     | 14    | 3        | 0        | 3        | 26    | 9     | 0     | 1        | 0     | 0     | 5     | 0     | 1     | 15    | 1        | .264  | .339     | .491     | .830  |
| 1993     | OAK        | 123   | 482   | 427   | 59    | 124   | 21       | 0        | 19       | 202   | 63    | 3     | 5        | 0     | 2     | 49    | 5     | 4     | 101   | 7        | .290  | .367     | .473     | .840  |
| 1994     | OAK        | 83    | 320   | 278   | 43    | 74    | 13       | 0        | 15       | 132   | 48    | 2     | 3        | 1     | 1     | 38    | 5     | 2     | 61    | 4        | .266  | .357     | .475     | .832  |
| 1995     | オリックス | 122   | 504   | 418   | 55    | 102   | 20       | 1        | 27       | 205   | 70    | 1     | 4        | 0     | 2     | 74    | 5     | 10    | 130   | 11       | .244  | .369     | .490     | .859  |
| 1996     | オリックス | 124   | 514   | 430   | 77    | 118   | 24       | 0        | 32       | 238   | 111   | 1     | 2        | 0     | 2     | 74    | 3     | 8     | 143   | 5        | .274  | .389     | .553     | .943  |
| 1997     | オリックス | 131   | 562   | 472   | 59    | 125   | 14       | 0        | 25       | 214   | 98    | 1     | 0        | 0     | 3     | 82    | 5     | 5     | 137   | 11       | .265  | .377     | .453     | .831  |
| 1998     | オリックス | 108   | 452   | 389   | 52    | 112   | 26       | 1        | 28       | 224   | 76    | 0     | 1        | 0     | 2     | 51    | 3     | 10    | 108   | 7        | .288  | .383     | .576     | .959  |
| 1999     | オリックス | 74    | 305   | 252   | 37    | 66    | 8        | 0        | 17       | 125   | 52    | 1     | 0        | 0     | 0     | 48    | 5     | 5     | 65    | 5        | .262  | .390     | .496     | .886  |
| 2000     | オリックス | 55    | 185   | 156   | 21    | 35    | 6        | 0        | 7        | 62    | 28    | 0     | 0        | 0     | 1     | 25    | 0     | 3     | 47    | 5        | .224  | .341     | .397     | .738  |
| 2001     | 斗山       | 17    | 68    | 57    | 7     | 11    | 4        | 0        | 1        | 18    | 3     | 0     | 0        | 0     | 0     | 10    | 0     | 1     | 15    | 2        | .193  | .324     | .316     | .639  |
| MLB：3年 | MLB：3年   | 230   | 861   | 758   | 110   | 212   | 37       | 0        | 37       | 360   | 120   | 5     | 9        | 1     | 3     | 92    | 10    | 7     | 177   | 12       | .280  | .362     | .475     | .837  |
| NPB：6年 | NPB：6年   | 614   | 2522  | 2117  | 301   | 558   | 98       | 2        | 136      | 1068  | 435   | 4     | 7        | 0     | 10    | 354   | 21    | 41    | 630   | 44       | .264  | .378     | .504     | .882  |
| KBO：1年 | KBO：1年   | 17    | 68    | 57    | 7     | 11    | 4        | 0        | 1        | 18    | 3     | 0     | 0        | 0     | 0     | 10    | 0     | 1     | 15    | 2        | .193  | .324     | .316     | .639  |

- 各年度の太字はリーグ最高

### タイトル
NPB
- 本塁打王：1回 （1996年）
- 打点王：1回 （1996年）

### 表彰
NPB
- ベストナイン：2回 （指名打者：1995年、1996年）
- 日本シリーズMVP：1回 （1996年）

### 記録
NPB
- 初出場・初先発出場：1995年4月1日、対千葉ロッテマリーンズ1回戦（グリーンスタジアム神戸）、4番・指名打者として先発出場
- 初安打：1995年4月2日、対千葉ロッテマリーンズ2回戦（グリーンスタジアム神戸）、4回裏に小宮山悟から二塁打
- 初打点：1995年4月9日、対福岡ダイエーホークス2回戦（福岡ドーム）、4回表に田畑一也から2点適時打
- 初本塁打：1995年4月12日、対近鉄バファローズ2回戦（日生球場）、4回表に西村龍次から右越3ラン
- 100本塁打：1998年8月8日、対福岡ダイエーホークス20回戦（グリーンスタジアム神戸）、8回裏に吉田修司から中越ソロ　※史上197人目
- 1イニング2本塁打：1998年8月9日、対福岡ダイエーホークス21回戦（グリーンスタジアム神戸）、5回裏に佐久本昌広・藤井将雄からソロ

### 背番号
- 29 （1992年）
- 16 （1993年 - 1997年）
- 99 （1998年 - 2001年）